# Veľké Bierovce
Veľké Bierovce (Hongaars: Nagybiróc) is een Slowaakse gemeente in de regio Trenčín, en maakt deel uit van het district Trenčín.
Veľké Bierovce telt 648 inwoners.